# Sturmbannführer

Emblema de coll d'SS Sturmbannführer.

Sturmbannführer era el títol del capitost d'un Sturmbann, un dels rangs del Partit Nazi usat tant en la Sturmabteilung (SA, unitat d'assalt) com en la Schutzstaffel (SS, cos de protecció).
Es podria traduir com a «capitots de batallò d'atac». Aquest rang va seguir la tradició de les tropes d'assalt, originades en la Primera Guerra Mundial, quan els comandants dels batallons es van dir de Sturmbannführer. El títol de sturmbannführer de les SA es va crear per primera vegada el 1921 i va ser un dels primers que posteriorment adoptaria la SS. A les Waffen-SS equivalia a comandant, o en els exèrcits anglosaxons, major i era superior al de Hauptsturmführer (Capità).